# Eisschnelllauf-Mehrkampfeuropameisterschaft 2000

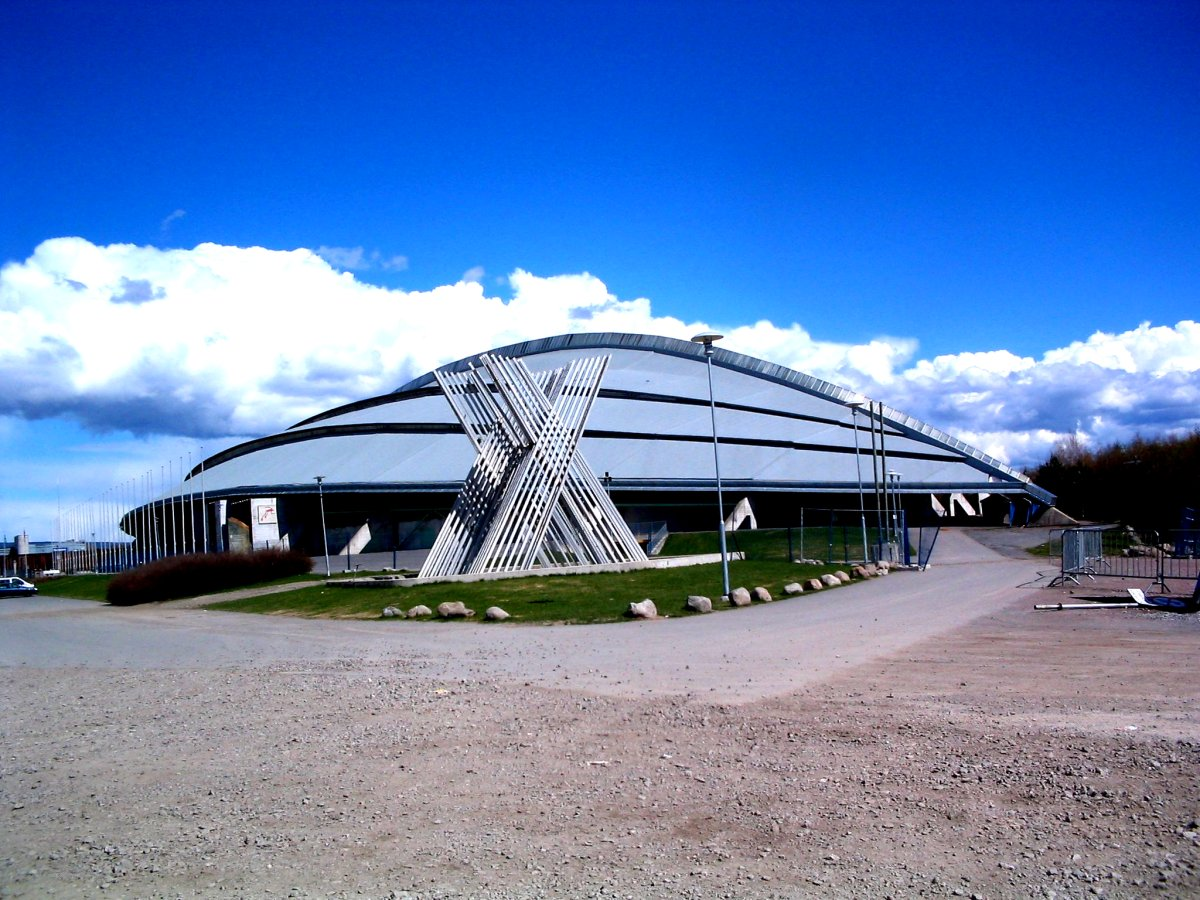
Vikingskipet

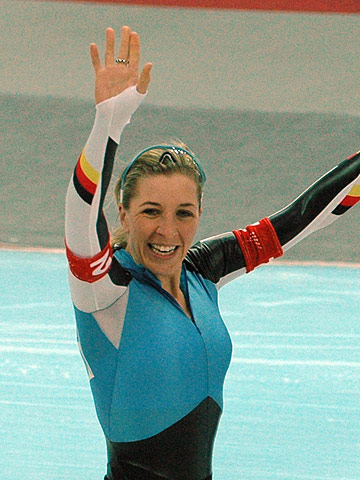
Europameisterin Anni Friesinger

Die 96. Eisschnelllauf-Mehrkampfeuropameisterschaft (25. der Frauen) wurde vom 15. bis zum 16. Januar 2000 im norwegischen Hamar ausgetragen.

## Teilnehmende Nationen
- 51 Sportler aus 18 Nationen nahmen am Mehrkampf teil.

| Teilnehmende Nationen              | Teilnehmende Nationen                      | Teilnehmende Nationen               | Teilnehmende Nationen            | Teilnehmende Nationen |
| ---------------------------------- | ------------------------------------------ | ----------------------------------- | -------------------------------- | --------------------- |
| Österreich Belgien Belarus Schweiz | Tschechien Deutschland Finnland Frankreich | Ungarn Italien Lettland Niederlande | Norwegen Polen Rumänien Russland | Schweden Ukraine      |

## Wettbewerb

### Frauen

#### Endstand Kleiner Vierkampf
- Zeigt die ersten zwölf Finalteilnehmerinnen der Mehrkampf-EM über 5000 Meter.

| Rang | Name                     | 500 Meter  | Pkt.  | 3000 Meter   | Pkt.  | 1500 Meter   | Pkt.  | 5000 Meter   | Pkt.  | Gesamt- punkte |
| ---- | ------------------------ | ---------- | ----- | ------------ | ----- | ------------ | ----- | ------------ | ----- | -------------- |
| 1    | Anni Friesinger          | 39,79 (3)  | 39,79 | 4:06,03 (2)  | 41,00 | 1:59,37 (4)  | 39,79 | 7:07,37 (3)  | 42,73 | 163,322        |
| 2    | Gunda Niemann-Stirnemann | 40,78 (11) | 40,78 | 4:06,13 (3)  | 41,02 | 1:59,59 (6)  | 39,86 | 6:56,84 (1)  | 41,68 | 163,348        |
| 3    | Renate Groenewold        | 40,73 (10) | 40,73 | 4:05,44 (1)  | 40,90 | 1:58,17 (2)  | 39,39 | 7:08,89 (4)  | 42,88 | 163,915        |
| 4    | Claudia Pechstein        | 40,51 (8)  | 40,51 | 4:09,59 (4)  | 41,59 | 1:59,56 (5)  | 39,85 | 7:05,99 (2)  | 42,59 | 164,560        |
| 5    | Tonny de Jong            | 39,76 (1)  | 39,76 | 4:09,68 (5)  | 41,61 | 1:59,73 (7)  | 39,91 | 7:16,36 (5)  | 43,63 | 164,919        |
| 6    | Emese Hunyady            | 39,78 (2)  | 39,78 | 4:18,35 (10) | 43,05 | 1:57,58 (1)  | 39,19 | 7:20,70 (8)  | 44,07 | 166,101        |
| 7    | Annamarie Thomas         | 39,86 (4)  | 39,86 | 4:13,98 (6)  | 42,33 | 1:59,06 (3)  | 39,68 | 7:23,12 (10) | 44,31 | 166,188        |
| 8    | Warwara Baryschewa       | 40,48 (7)  | 40,48 | 4:14,33 (7)  | 42,38 | 2:00,63 (9)  | 40,21 | 7:22,34 (9)  | 44,23 | 167,312        |
| 9    | Swetlana Baschanowa      | 41,30 (15) | 41,30 | 4:14,65 (8)  | 42,44 | 1:59,98 (8)  | 39,99 | 7:19,98 (7)  | 43,99 | 167,732        |
| 10   | Daniela Anschütz         | 41,63 (16) | 41,63 | 4:16,45 (9)  | 42,74 | 2:01,44 (11) | 40,48 | 7:16,38 (6)  | 43,63 | 168,489        |
| 11   | Marieke Wijsman          | 40,30 (6)  | 40,30 | 4:23,29 (14) | 43,88 | 2:00,63 (9)  | 40,21 | 7:30,33 (11) | 45,03 | 169,424        |
| 12   | Hedvig Bjelkevik         | 41,28 (14) | 41,28 | 4:22,13 (12) | 43,68 | 2:02,70 (14) | 40,90 | 7:33,17 (12) | 45,31 | 171,185        |

#### 500 Meter
| Platz | Name                     | Land        | Zeit  | Punkte |
| ----- | ------------------------ | ----------- | ----- | ------ |
| 1     | Tonny de Jong            | Niederlande | 39,76 | 39,76  |
| 2     | Emese Hunyady            | Österreich  | 39,78 | 39,78  |
| 3     | Anni Friesinger          | Deutschland | 39,79 | 39,79  |
| 4     | Annamarie Thomas         | Niederlande | 39,86 | 39,86  |
| 5     | Anzhelika Kotjuga        | Belarus     | 39,87 | 39,87  |
| 6     | Marieke Wijsman          | Niederlande | 40,30 | 40,30  |
| 7     | Warwara Baryschewa       | Russland    | 40,48 | 40,48  |
| 8     | Claudia Pechstein        | Deutschland | 40,51 | 40,51  |
| 9     | Ellen Kathrine Lie       | Norwegen    | 40,59 | 40,59  |
| 10    | Renate Groenewold        | Niederlande | 40,73 | 40,73  |
|       |                          |             |       |        |
| 11    | Gunda Niemann-Stirnemann | Deutschland | 40,78 | 40,78  |
| 16    | Daniela Anschütz         | Deutschland | 41,63 | 41,63  |

#### 3000 Meter
| Platz | Name                     | Land        | Zeit    | Punkte |
| ----- | ------------------------ | ----------- | ------- | ------ |
| 1     | Renate Groenewold        | Niederlande | 4:05,44 | 40,90  |
| 2     | Anni Friesinger          | Deutschland | 4:06,03 | 41,00  |
| 3     | Gunda Niemann-Stirnemann | Deutschland | 4:06,13 | 41,02  |
| 4     | Claudia Pechstein        | Deutschland | 4:09,59 | 41,59  |
| 5     | Tonny de Jong            | Niederlande | 4:09,68 | 41,61  |
| 6     | Annamarie Thomas         | Niederlande | 4:13,98 | 42,33  |
| 7     | Warwara Baryschewa       | Russland    | 4:14,33 | 42,38  |
| 8     | Swetlana Baschanowa      | Russland    | 4:14,65 | 42,44  |
| 9     | Daniela Anschütz         | Deutschland | 4:16,45 | 42,74  |
| 10    | Emese Hunyady            | Österreich  | 4:18,35 | 43,05  |

#### 1500 Meter
| Platz | Name                     | Land        | Zeit    | Punkte |
| ----- | ------------------------ | ----------- | ------- | ------ |
| 1     | Emese Hunyady            | Österreich  | 1:57,58 | 39,19  |
| 2     | Renate Groenewold        | Niederlande | 1:58,17 | 39,39  |
| 3     | Annamarie Thomas         | Niederlande | 1:59,06 | 39,68  |
| 4     | Anni Friesinger          | Deutschland | 1:59,37 | 39,79  |
| 5     | Claudia Pechstein        | Deutschland | 1:59,56 | 39,85  |
| 6     | Gunda Niemann-Stirnemann | Deutschland | 1:59,59 | 39,86  |
| 7     | Tonny de Jong            | Niederlande | 1:59,73 | 39,91  |
| 8     | Swetlana Baschanowa      | Russland    | 1:59,98 | 39,99  |
| 9     | Warwara Baryschewa       | Russland    | 2:00,63 | 40,21  |
| 9     | Marieke Wijsman          | Niederlande | 2:00,63 | 40,21  |
|       |                          |             |         |        |
| 11    | Daniela Anschütz         | Deutschland | 2:01,44 | 40,48  |

#### 5000 Meter
| Platz | Name                     | Land        | Zeit    | Punkte |
| ----- | ------------------------ | ----------- | ------- | ------ |
| 1     | Gunda Niemann-Stirnemann | Deutschland | 6:56,84 | 41,68  |
| 2     | Claudia Pechstein        | Deutschland | 7:05,99 | 42,59  |
| 3     | Anni Friesinger          | Deutschland | 7:07,37 | 42,73  |
| 4     | Renate Groenewold        | Niederlande | 7:08,89 | 42,88  |
| 5     | Tonny de Jong            | Niederlande | 7:16,36 | 43,63  |
| 6     | Daniela Anschütz         | Deutschland | 7:16,38 | 43,63  |
| 7     | Swetlana Baschanowa      | Russland    | 7:19,98 | 43,99  |
| 8     | Emese Hunyady            | Österreich  | 7:20,70 | 44,07  |
| 9     | Warwara Baryschewa       | Russland    | 7:22,34 | 44,23  |
| 10    | Annamarie Thomas         | Niederlande | 7:23,12 | 44,31  |

### Männer

#### Endstand Großer Vierkampf
- Zeigt die ersten zwölf Finalteilnehmer der Mehrkampf-EM über 10.000 Meter.

| Rang | Name                 | 500 Meter      | Pkt.  | 5000 Meter   | Pkt.  | 1500 Meter   | Pkt.  | 10.000 Meter  | Pkt.  | Gesamt- punkte |
| ---- | -------------------- | -------------- | ----- | ------------ | ----- | ------------ | ----- | ------------- | ----- | -------------- |
| 1    | Rintje Ritsma        | 36,56 (3)      | 36,56 | 6:34,61 (4)  | 39,46 | 1:49,39 (4)  | 36,46 | 13:42,48 (6)  | 41,12 | 153,608        |
| 2    | Eskil Ervik          | 37,30 (6)      | 37,30 | 6:30,53 (1)  | 39,05 | 1:49,53 (5)  | 36,51 | 13:39,91 (4)  | 40,99 | 153,858        |
| 3    | Ids Postma           | 36,70 (4)      | 36,70 | 6:37,10 (6)  | 39,71 | 1:48,73 (2)  | 36,24 | 13:58,65 (12) | 41,93 | 154,585        |
| 4    | Roberto Sighel       | 37,45 (7)      | 37,45 | 6:36,08 (5)  | 39,60 | 1:50,13 (6)  | 36,71 | 13:38,72 (3)  | 40,93 | 154,704        |
| 5    | Bart Veldkamp        | 37,55 (8)      | 37,55 | 6:33,35 (2)  | 39,33 | 1:51,19 (10) | 37,06 | 13:42,42 (5)  | 41,12 | 155,068        |
| 6    | Petter Andersen      | 36,36 (2)      | 36,36 | 6:44,02 (15) | 40,40 | 1:48,90 (3)  | 36,30 | 14:05,19 (14) | 42,25 | 155,321        |
| 7    | Vadim Sajutin        | 38,06 (14)     | 38,06 | 6:34,22 (3)  | 39,42 | 1:51,61 (11) | 37,20 | 13:44,69 (7)  | 41,23 | 155,919        |
| 8    | Sicco Janmaat        | 37,87 (11)     | 37,87 | 6:38,32 (8)  | 39,83 | 1:50,92 (7)  | 36,97 | 13:47,20 (8)  | 41,36 | 156,035        |
| 9    | Ådne Søndrål         | 35,72 (1) (CR) | 35,72 | 6:52,67 (22) | 41,26 | 1:47,23 (1)  | 35,74 | 14:28,57 (16) | 43,42 | 156,158        |
| 10   | Marnix ten Kortenaar | 37,78 (10)     | 37,78 | 6:41,06 (9)  | 40,10 | 1:50,97 (9)  | 36,99 | 13:56,78 (11) | 41,83 | 156,715        |
| 11   | Knut Morgenstern     | 38,23 (15)     | 38,23 | 6:44,78 (16) | 40,47 | 1:52,74 (17) | 37,58 | 13:34,98 (2)  | 40,74 | 157,037        |
| 12   | Alexander Baumgärtel | 38,95 (22)     | 38,95 | 6:42,13 (12) | 40,21 | 1:52,76 (18) | 37,58 | 13:55,86 (10) | 41,79 | 158,542        |

#### 500 Meter
| Platz | Name                 | Land        | Zeit       | Punkte |
| ----- | -------------------- | ----------- | ---------- | ------ |
| 1     | Ådne Søndrål         | Norwegen    | 35,72 (CR) | 35,72  |
| 2     | Petter Andersen      | Norwegen    | 36,36      | 36,36  |
| 3     | Rintje Ritsma        | Niederlande | 36,56      | 36,56  |
| 4     | Ids Postma           | Niederlande | 36,70      | 36,70  |
| 5     | Risto Rosendahl      | Finnland    | 37,01      | 37,01  |
| 6     | Eskil Ervik          | Norwegen    | 37,30      | 37,30  |
| 7     | Roberto Sighel       | Italien     | 37,45      | 37,45  |
| 8     | Bart Veldkamp        | Belgien     | 37,55      | 37,55  |
| 9     | Vesa Rosendahl       | Finnland    | 37,66      | 37,66  |
| 10    | Marnix ten Kortenaar | Österreich  | 37,78      | 37,78  |
|       |                      |             |            |        |
| 15    | Knut Morgenstern     | Deutschland | 38,23      | 38,23  |
| 22    | Alexander Baumgärtel | Deutschland | 38,95      | 38,95  |
| 24    | Martin Feigenwinter  | Schweiz     | 39,90      | 39,90  |
| 28    | Frank Dittrich       | Deutschland | 1:06,65    | 66,65  |

#### 5000 Meter
| Platz | Name                 | Land        | Zeit    | Punkte |
| ----- | -------------------- | ----------- | ------- | ------ |
| 1     | Eskil Ervik          | Norwegen    | 6:30,53 | 39,05  |
| 2     | Bart Veldkamp        | Belgien     | 6:33,35 | 39,33  |
| 3     | Vadim Sajutin        | Russland    | 6:34,22 | 39,42  |
| 4     | Rintje Ritsma        | Niederlande | 6:34,61 | 39,46  |
| 5     | Roberto Sighel       | Italien     | 6:36,08 | 39,60  |
| 6     | Ids Postma           | Niederlande | 6:37,10 | 39,71  |
| 7     | Frank Dittrich       | Deutschland | 6:37,74 | 39,77  |
| 8     | Sicco Janmaat        | Niederlande | 6:38,32 | 39,83  |
| 9     | Marnix ten Kortenaar | Österreich  | 6:41,06 | 40,10  |
| 10    | Martin Feigenwinter  | Schweiz     | 6:41,43 | 40,14  |
|       |                      |             |         |        |
| 12    | Alexander Baumgärtel | Deutschland | 6:42,13 | 40,21  |
| 16    | Knut Morgenstern     | Deutschland | 6:44,78 | 40,47  |

#### 1500 Meter
| Platz | Name                 | Land        | Zeit    | Punkte |
| ----- | -------------------- | ----------- | ------- | ------ |
| 1     | Ådne Søndrål         | Norwegen    | 1:47,23 | 35,74  |
| 2     | Ids Postma           | Niederlande | 1:48,73 | 36,24  |
| 3     | Petter Andersen      | Norwegen    | 1:48,90 | 36,30  |
| 4     | Rintje Ritsma        | Niederlande | 1:49,39 | 36,46  |
| 5     | Eskil Ervik          | Norwegen    | 1:49,53 | 36,51  |
| 6     | Roberto Sighel       | Italien     | 1:50,13 | 36,71  |
| 7     | Sicco Janmaat        | Niederlande | 1:50,92 | 36,97  |
| 8     | Ivan Djakov          | Russland    | 1:50,96 | 36,98  |
| 9     | Marnix ten Kortenaar | Österreich  | 1:50,97 | 36,99  |
| 10    | Bart Veldkamp        | Belgien     | 1:51,19 | 37,06  |
|       |                      |             |         |        |
| 17    | Knut Morgenstern     | Deutschland | 1:52,74 | 37,58  |
| 18    | Alexander Baumgärtel | Deutschland | 1:52,76 | 37,58  |
| 19    | Frank Dittrich       | Deutschland | 1:53,08 | 37,69  |
| 23    | Martin Feigenwinter  | Schweiz     | 1:54,22 | 38,07  |

#### 10.000 Meter
| Platz | Name                 | Land        | Zeit     | Punkte |
| ----- | -------------------- | ----------- | -------- | ------ |
| 1     | Frank Dittrich       | Deutschland | 13:28,68 | 40,43  |
| 2     | Knut Morgenstern     | Deutschland | 13:34,98 | 40,74  |
| 3     | Roberto Sighel       | Italien     | 13:38,72 | 40,93  |
| 4     | Eskil Ervik          | Norwegen    | 13:39,91 | 40,99  |
| 5     | Bart Veldkamp        | Belgien     | 13:42,42 | 41,12  |
| 6     | Rintje Ritsma        | Niederlande | 13:42,48 | 41,12  |
| 7     | Vadim Sajutin        | Russland    | 13:44,69 | 41,23  |
| 8     | Sicco Janmaat        | Niederlande | 13:47,20 | 41,36  |
| 9     | Martin Feigenwinter  | Schweiz     | 13:51,33 | 41,56  |
| 10    | Alexander Baumgärtel | Deutschland | 13:55,86 | 41,79  |
|       |                      |             |          |        |
| 11    | Marnix ten Kortenaar | Österreich  | 13:56,78 | 41,83  |